# Свято Преображення
Свято Преображення — християнське свято на честь Преображення Ісуса, яке відзначається 6 серпня. Витоки свята менш ніж певні, і це могло відбутися завдяки посвяченню трьох базилік на горі Табор. Свято було присутнім у різних формах до ІХ століття, а в Західній церкві було зроблено загальним святом 6 серпня Папою Калікстом III на згадку про облогу Белграда (1456).
У сирійській, маланкарській, по новоюліанському календарю у православих, католицьких, старокатолицьких та англіканських церквах свято Преображення відзначається 6 серпня. У деяких лютеранських традиціях, що передували реформам літургії в 1970-х роках, 6 серпня також відзначалося як свято Преображення Господнього. У тих православних церквах, які продовжують дотримуватися юліанського календаря, 6 серпня припадає на 19 серпня за григоріанським календарем. Преображення вважається головним святом, яке зараховується до дванадцяти Великих свят у візантійському католицизмі та православ'ї. У всіх цих церквах, якщо свято припадає на неділю, його літургія не поєднується з недільною літургією, а повністю замінює її.
Преображення також можна святкувати в інші дні християнського календаря, іноді на додаток до самого свята. У стародавньому західному лекціоні Ембер-субота у Великому пості включала Преображення Господнє. У «Переглянутому загальному лекціоні», за яким слідують деякі лютерани, об'єднані методисти, англіканці та інші, цій події присвячена також остання неділя у Богоявленський сезон (що безпосередньо передує Попільній середі ). Однак у Церкві Швеції та Церкві Фінляндії свято відзначається у сьому неділю після Трійці, восьму неділю після П’ятидесятниці.
[свято] Господа Бога і Спаса нашого Ісуса Христа, Свято Преображення Господнього, Преображення,

## Візантійська католицька та східно-православна церкви

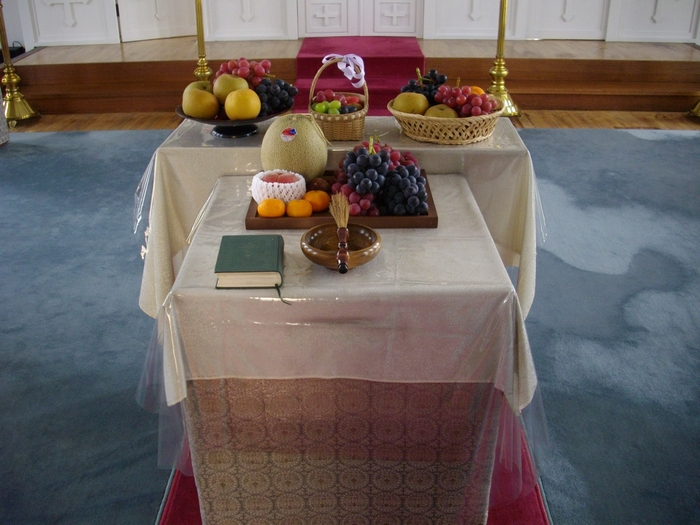
Перші фрукти, принесені для благословення на свято Преображення Господнього (Японська православна церква)

У візантійській католицькій та східно-православній церквах Преображення падає під час Успенського посту, але на визнання свята піст дещо послаблюється, і в цей день дозволяється споживання риби, вина та олії.
З точки зору Візантії Преображення є не лише святом на честь Ісуса, але святом Святої Трійці, адже всі три Особи Трійці трактуються як присутні на той момент: Бог Отець говорив з неба; Бог Син був тим, що преобразився, і Бог Святий Дух був присутній у вигляді хмари. У цьому сенсі Преображення також вважається «Малим Богоявленням» («Великим Богоявленням» є Хрещення Ісуса, коли Свята Трійця з'явилася за подібним зразком).
Преображення вважається одним із Дванадцятьох Великих свят візантійського літургійного календаря і відзначається Всеночним бдінням, яке починається напередодні свята.
Традиційно виноград виносять до церкви, щоб його благословили після Божественної літургії в день Преображення Господнього. Якщо в районі немає винограду, можна привезти яблука або інші фрукти. З цього починається «Благословення перших плодів» на рік.
Преображення є другим із «трьох свят Спаса в серпні», іншими двома є Хресна Хресна хода 1 серпня та Ікона Христа, Не зроблена вручну 16 серпня. Переображенню передує одноденний Форест, а за ним — Вісім днів, який закінчується за день до Успінського свята.
У візантійському богослов’ї Таборське світло — це світло, виявлене на горі Табор при Преображенні Ісуса, ототожнюється зі світлом, побаченим Павлом на шляху до Дамаска.

## Коптська католицька та православна церкви
Коптська православна церква святкує свято Преображення 19 серпня, яке припадає на 13-е число Месрі в коптському календарі. Свято вважається одним із семи незначних свят церкви і святкується у радісній мелодії.

## Ефіопська католицька та православна церкви
Етіопська православна церква проводить церемонію Бухе на свято Преображення Господнього.

## Римо-католицька церква
У Римо-католицькій церкві Преображення колись святкували місцево в різних частинах католицького світу в різні дні, включаючи 6 серпня, але загальновизнаним не було. У 1456 році Королівство Угорщина відбило османське вторгнення на Балкани, прорвавши облогу Белграда. Звістка про перемогу надійшла до Риму 6 серпня. Враховуючи важливість для міжнародної політики того часу таких битв між християнськими та мусульманськими народами, на святкуванні перемоги Папа Римський Калікст III підніс Преображення до свята, яке слід святкувати за всім римським обрядом.
У 2002 році Папа Римський Іоанн Павло ІІ обрав Преображення Однією з п’яти Світливих таємниць вервиці.

### Старокатолицька церква
Старокатолицька церква святкує Преображення зазвичай 6 серпня, згідно з римським календарем обряду; однак кожна місцева старокатолицька церква у всьому світі має можливість святкувати це велике свято в інший день. Старокатолицький богословський погляд на Преображення Господа поділяє багато спільного зі східно-православною перспективою. Старокатолики також вважають, що Преображення Господнє було головною подією, яка відкрила божество Христа; що Ісус справді є блиском і Ейконом Отця. Преображення показує людство у блиску його первісного вигляду, коли воно було об'єднане в життєдайній любові Триєдиного Бога. Ця подія виявляє можливість теоси людства.
Якщо Преображення припадає на неділю, це замінює звичайний літургійний Ордо сезону для Священної Літургії.

## Протестантизм
Після Реформації свято Преображення було занедбане в протестантських частинах Німеччини, але продовжувало відзначатися у Швеції.

### Англіканські церкви
Свято Преображення зберігається в Лекціоні спільної богослужіння Англійської церкви (6 серпня). У Книзі спільних молитов (1549 і 1552) свято Преображення Господнього, яке мало відносно низький ранг у Сарумському календарі, пропущено, але було відновлено в Календарі, але без збору та читання, за королівським наказом у 1560 році. Такий стан справ закріплено в Молитовнику 1662 р., Але це було б виправлено, якби запропонований БКП 1928 р. Був затверджений парламентом. Як би то не було, єпископи Англійської церкви відмовились санкціонувати тих, хто користувався абортивною Книгою загальних молитов 1928 року, і дата 6 серпня увійшла до загального користування. Американська Книга загальної молитви 1892 р. Познайомила її з єпископським вживанням, і звідти вона потрапила до більшості сучасних англіканських календарів (іноді її називають «Преображення Господа нашого»).

### Лютеранські церкви в Америці
Євангельсько-лютеранська церква в Америці, Лютеранська церква — Міссурійський синод, Євангелічно-лютеранська церква в Канаді та Північноамериканська лютеранська церква (NALC) відзначають свято Преображення як останню неділю після Водохреща, тобто неділю, яка передує Попелу Середа та пора Великого посту.

### Реформатський кальвініст і пресвітеріан
У Пресвітеріанській церкві неділя Преображення знаменує останній день Богоявленської пори, в останню неділю перед Попільною середою. Початкова кальвіністська традиція відкидала всі літургійні свята, включаючи свято Преображення Господнього. Однак це не означає, що кальвіністи проігнорували саме Преображення. Погляди самого Кальвіна на Преображення були далеко не двозначними:
«Можна запитати, чи насправді були Мойсей та Ілля, чи були присутні лише їх привид, так само часто, як пророки бачили видіння відсутніх речей. Хоча з обох сторін можна багато говорити, як вони кажуть, мені здається більш вірогідним, що їх справді привезли до цього місця»
З часом більшість великих свят були відновлені до реформатського церковного календаря. Неділя Преображення є частиною переглянутого загального лекціону. Незалежно від того, святкується це літургійно чи лише від імені, це залишається на розсуд духовенства або сесії.
У Книзі спільного поклоніння 1993 р. (Пресвітеріанська церква США) міститься наказ про службу Преображення Господнього. Цей порядок або поєднується з недільною літургією, або замінює її в тих громадах, які орієнтуються на літургійні практики та обряди.

## Дивитися також
- Свято Вознесіння Господнього
- Чудеса Ісуса

## Зауваження
1. ↑  Деякими православними церквами святкується 6 (19) серпня за юліанським календарем, зокрема Єрусалимською, Російською, Сербською, Грузинською, Польською і Македонською православними церквами.